# Bud, pies na medal
Bud, pies na medal (ang. Air Bud: Golden Receiver) – kanadyjsko-amerykański film familijny z 1998 roku. Film należy do serii filmów familijnych opowiadających o psie sportowcu.

## Obsada
- Kevin Zegers – Josh Framm
- Gregory Harrison – dr Patrick Sullivan
- Robert Costanzo – trener Fanelli
- Tim Conway – Fred Davis
- Dick Martin – Phil Phil
- Cynthia Stevenson – Jackie Framm (mama Josha)
- Nora Dunn – Natalya
- Perry Anzilotti – Popov
- Shayn Solberg – Tom Stewart
- Suzanne Ristic – dyrektor Salter
- Alyson MacLaren – Andrea Framm
- Joey Galloway – sam siebie
- Warren Moon – sam siebie